# Línia 12 del metro de Barcelona
La línia 12 del metro de Barcelona és un servei de ferrocarril metropolità soterrat que forma part de la Línia Barcelona-Vallès de Ferrocarrils de la Generalitat de Catalunya (hereva dels Ferrocarrils de Catalunya). La companyia Ferrocarril de Barcelona a Sarrià (FBS) va construir i inaugurar el Tren de Sarrià l'any 1863, va ser soterrat posteriorment i el ramal de Reina Elisenda es va inaugurar l'any 1976.
La línia actual va ser inaugurada el 12 de setembre de 2016 fent un servei de tren llançadora entre les estacions de Sarrià i Reina Elisenda, per substituir els serveis de la línia 6 entre aquestes estacions per canvis en la infraestructura ferroviària.

## Història

### Cronologia
- 2002: s'aprova el Pla Director d'Infraestructures 2001-2010 que inclou el projecte poc definit.
- 2003: l'Autoritat del Transport Metropolità aprova el projecte.
- 2006: se substitueix la línia 12 per altres projectes i perllongaments.
- 2016: se substitueix tota la planificació de la línia 12 per un tren llançadora entre les estacions de Sarrià i Reina Elisenda.

### Antecedents
El primer antecedent d'una línia similar és el perllongament del Ferrocarril de Sarrià a Barcelona des de l'estació de Sarrià cap al Baix Llobregat passant per Pedralbes, plantejat pel Pla d'Urgència de 1963 per millorar el transport de Barcelona.
L'any 1997 es crea l'Autoritat del Transport Metropolità (ATM), aglutinant diferents administracions responsables i s'inicia el planejament de forma més global integrant les línies de Renfe, FGC, TMB (FMB i Bus).

### Presentació i aprovació del projecte
L'any 2002 s'aprova el Pla Director d'Infraestructures 2001-2010 (PDI 2001-2010), el document elaborat per l'Autoritat del Transport Metropolità per a la coordinació del transport públic col·lectiu a la Regió Metropolitana de Barcelona,que inclou la línia Castelldefels - Sant Boi - Sarrià o línia 12, que es va introduir a últim moment sense concretar el seu recorregut ni la localització d'algunes estacions.
Aquest projecte de línia de ferrocarril metropolità va ser ideat a principis de la dècada del 2000 per la Generalitat de Catalunya, concretament per l'últim govern de Jordi Pujol. El següent govern de Pasqual Maragall va descartar la construcció d'aquesta línia pel seu elevat cost i es van projectar algunes alternatives.
La línia es va projectar per millorar el transport públic entre la ciutat de Barcelona i les poblacions de la comarca del Baix Llobregat: Castelldefels, Gavà, Viladecans, Sant Boi de Llobregat, Sant Feliu de Llobregat, Sant Joan Despí, Sant Just Desvern i Esplugues de Llobregat. El 4 de juliol del 2002 l'ATM va reservar el color beix (pantone 486) a aquesta línia.
Al maig de 2003 l'Autoritat del Transport Metropolità (ATM) va aprovar el projecte amb un traçat més concret entre Castelldefels i Sarrià. Tot i això durant l'any 2004 estava en redacció el projecte constructiu i el Govern de la Generalitat avançava que difícilment la línia podria estar acabada per l'any 2008. El 2004 també la Generalitat es va plantejar només realitzar la construcció entre Castelldefels i Sant Boi de Llobregat o Cornellà de Llobregat.

### Finançament
El finançament de la construcció s'estimava en 1.000 milions d'euros finançat per la Generalitat de Catalunya i es preveien acords amb el Govern d'Espanya o fons de la Unió Europea. Un altre recurs possible de finançament era el del pagament ajornat com a la línia 9. El càlcul inicial era d'uns 48 mesos per a l'execució de l'obra i amb una previsió d'acabar-la totalment el 2008. Posteriorment, al PDI s'ha valorat que costaria uns 2.018,2 milions d'euros, i els intercanviadors per 13 milions.

### Característiques
Segons Felip Puig (CiU), aleshores Conseller de Política Territorial i Obres Públiques del govern de Jordi Pujol, el traçat de la línia seria sinuós perquè s'havia volgut recollir les demandes de les poblacions afectades.
La línia serviria a 500.000 habitants i passaria per vuit municipis: Castelldefels (quatre estacions), Gavà (tres), Viladecans (dues), Sant Boi de Llobregat (quatre), Sant Feliu de Llobregat (una), Sant Joan Despí (dues), Sant Just Desvern (una), Esplugues de Llobregat (dues) i districte de Sarrià - Sant Gervasi de Barcelona (quatre estacions) amb un total de 26 km de longitud amb 23 estacions, tretze al marge dret del Llobregat i deu a l'esquerre. La demanda esperada era de 25 milions de viatges/any.
Hi hauria 5 intercanviadors amb Rodalia de Barcelona, FGC, Trambaix i la futura Línia 9 del metro de Barcelona (L9). La previsió era d'adquirir 19 trens, amb freqüències de pas de 6 minuts a una velocitat de 33 km/h. La construcció es realitzaria amb tuneladora i un túnel amb un diàmetre exterior de 9,40 metres, excepte algun tram amb pantalles a cel obert i el creuament del riu Llobregat.

Esquema de l'antic projecte L12 (tal com va ser projectat el 2003)

### Canvi de govern
A finals del 2003 el Partit dels Socialistes de Catalunya (juntament amb la resta de partits del Tripartit) van rellevar a Convergència i Unió al capdavant de la Generalitat de Catalunya. Joaquim Nadal va esdevenir el conseller de Política Territorial i Obres Públiques, el departament competent en infraestructures. Inicialment Nadal es comprometia al Parlament de Catalunya a mantenir el traçat i la data d'inauguració del 2008. Però uns mesos més tard van descartar aquest projecte criticant a l'ex-conseller per "la inexistènia d'estudis tècnics i econòmics de la línia 12".

### Alternatives

En negre, traçat esquemàtic de la L12. En línia discontinua, els perllongaments de la L3 (verd), L6 (malva) i nou traçat de Rodalies (taronja).

Inicialment, es va plantejar la possibilitat de la construcció d'un metro semilleuger entre Castelldefels i Sant Boi de Llobregat o Cornellà de Llobregat, on enllaçaria amb Rodalies i FGC o el perllongament de la línia 1 a Sant Boi de Llobregat des del Prat de Llobregat.
Finalment, es va plantejar ampliar les línies existents i fer noves connexions amb el tramvia i el ferrocarril, com el perllongament de la línia 3, la línia 6 i el Trambaix. Concretament, l'actuació AX17 del PDI 2001-2010 es va substituir al document actualitzat per dues actuacions:
- AX17a: perllongament de la línia 3 en 7,8 quilòmetres de longitud, des de Zona Universitària a Sant Feliu[14] (AX12 al PDI 2009-2018).[15]
- AX17b: perllongament de la línia 6 en 2,7 quilòmetres de longitud, des de Reina Elisenda a Finestrelles | Sant Joan de Déu[16] (AX17 al PDI 2009-2018).[17]

Esquema de la futura L12

Al PDI 2009-2018 també es programa el perllongament del Trambaix a Sant Boi de Llobregat (T1) i a l'estació de Quatre Camins (T3), a Sant Vicenç dels Horts.
Al Pla de Rodalies Barcelona 2008-2015 elaborat pel Ministeri de Foment es preveu la línia Castelldefels-Cornellà-Barcelona per a Rodalies de Catalunya que, a diferència de la línia 12, seria per a trens de rodalia, amb un traçat que passaria per Cornellà de Llobregat i acabaria a la Zona Universitària de Barcelona, i donaria cobertura a algunes poblacions afectades per la no construcció de la L12.

### Reaccions
Alguns alcaldes i representants dels ajuntaments de la comarca de Baix Llobregat i els partits de l'oposició es van mostrar en contra d'aquest fet i d'altres a favor:
- L'oposició al Parlament, Felip Puig (CiU): va acusar Nadal «d'enterrar de destruir les expectatives de més de dos milions de ciutadans».[23]

- El Partit Popular va acusar Nadal d'incomplir el PDI.[23]

- Antoni Poveda (PSC), primer tinent d'alcalde de Sant Joan Despí: «que el govern de la Generalitat està dilatant la concreció de la línia 12 i les alternatives que es van plantejar en el seu moment. El fet que el cost de la línia 9 suposi el doble que el que havia plantejat l'anterior govern, no pot ser cap excusa per condemnar a la ciutadania d'aquesta part del territori del Baix Llobregat a patir les conseqüències».[24]

- Juan Antonio Vázquez (PSC), alcalde de Sant Feliu de Llobregat, explicava que el traçat, tal com estava plantejat, era inviable, ja que no tenia ni finançament ni estudis realitzats i que calia ser realistes i valorar-ne les alternatives viables com els perllongaments de les línies 3 i 5 de metro.[8]

- Joaquim Balsera (PSC), alcalde de Gavà, es mostrava més prudent dient que per a ells l'arribada del metro no perillava, però que volien que es concretessin propostes i dates d'execució realistes.[8]

- Alcaldes de Castelldefels i Sant Joan Despí: van definir el nou pla «de realista i eficaç».[25]

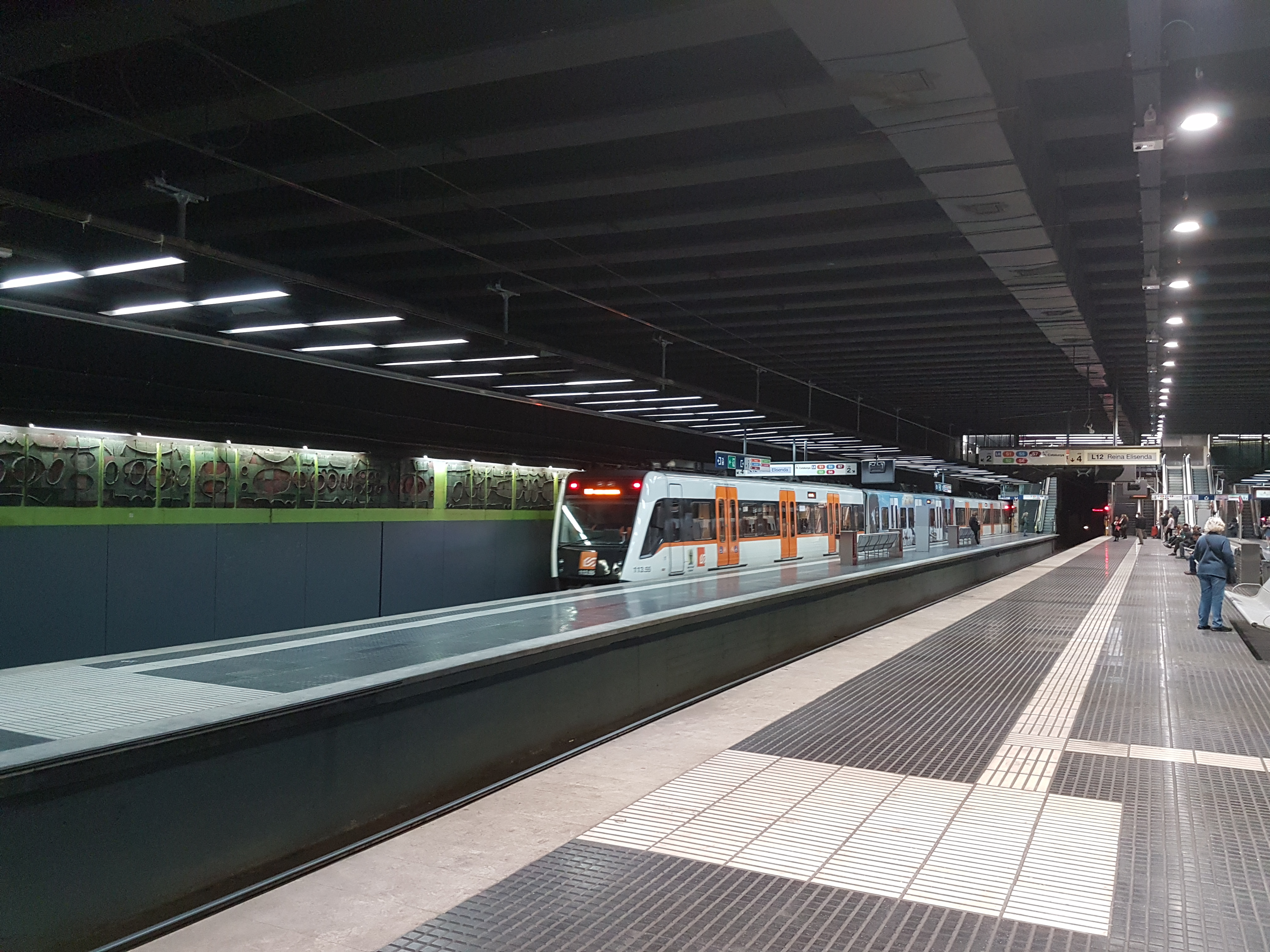
El tram entre Sarrià i Reina Elisenda passa a operar com a llançadora (L12).

### Tren llançadora: canvi de la L6 a la L12
Per fer possible l'increment de serveis suburbans (cap a Terrassa i Sabadell) de la línia Barcelona-Vallès es canvià la configuració de vies a l'estació de Sarrià el 2016. La L6 passa a acabar a l'estació, rebotant els serveis reduint el cisallaments a només un, i d'aquesta manera se separà l'operació entre Sarrià i Reina Elisenda que passà a ser la L12.